# Fecht-Club Tauberbischofsheim
Der Fecht-Club Tauberbischofsheim eingetragener Verein (kurz FC Tauberbischofsheim e. V.) ist ein Idealverein zur Förderung des Sports mit Sitz in Tauberbischofsheim im Main-Tauber-Kreis in Baden-Württemberg. Der FC Tauberbischofsheim arbeitet am Bundesstützpunkt für Frauen-Florett und ehemaligen Olympiastützpunkt Tauberbischofsheim insbesondere an der Weiterentwicklung und Förderung der Sportart Fechten. Mit über 380 Medaillen bei Olympischen Spielen, Welt- und Europameisterschaften sowie über 650 Medaillen bei Deutschen Meisterschaften zählt der Fecht-Club zu den erfolgreichsten Sportvereinen weltweit.

## Geschichte

### Vorgeschichte
Am 12. Oktober 1954 kam es auf Initiative von Emil Beck – der in einer Kino-Wochenschau durch Fechtszenen aus dem Film Die drei Musketiere inspiriert wurde – im „Gasthaus zum Schwanen“ zur Gründungsversammlung einer Fechtabteilung im TSV Tauberbischofsheim. Erste Trainingsabende wurden in der Aula des alten Gebäudes des Matthias-Grünewald-Gymnasiums in Tauberbischofsheim abgehalten. Später kamen die Turnhalle des Gymnasiums und die neu errichtete Festhalle der Stadt Tauberbischofsheim dazu. Das erste öffentliche Vereinsturnier fand 1955 im „Gasthaus zur Bretze“ statt. 1958 wurde die erste Fechtbahn angeschafft. Mit dem Fechtturnier um die Frankenland-Trophäe lockte der Fecht-Club seit 1966 schon bald internationale Teilnehmer nach Tauberbischofsheim.

### Gründung und Aufbau des Fecht-Clubs

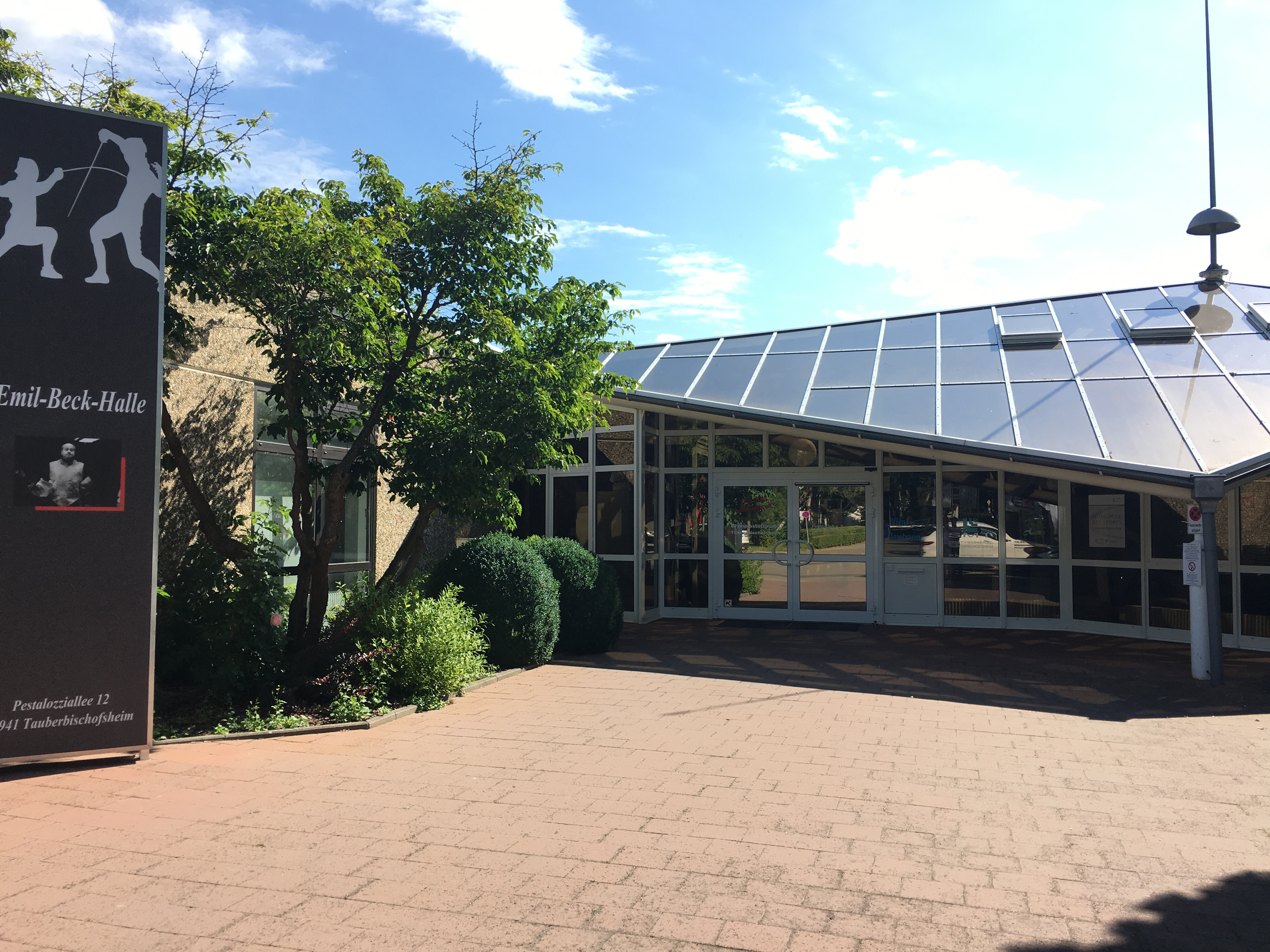
Eingangsbereich des Fechtzentrums Tauberbischofsheim (2016)

Am 30. Juni 1967 trat die Fechtabteilung aus dem TSV Tauberbischofsheim aus, am 14. Oktober fand in der Raststätte Block die offizielle Gründungsversammlung des Fecht-Clubs Tauberbischofsheim statt. 1972 wurden in einem ersten von vielen Bauabschnitten 14 Fechtbahnen eingerichtet, bevor 1976 nach einem zweiten Bauabschnitt unter anderem die Einweihung von Sozialräumen, Internatsräumen und Trainingszimmern folgte. Im selben Jahr gewannen Tauberbischofsheimer Fechter erstmals Goldmedaillen bei Olympischen Spielen. Von den Olympischen Sommerspielen 1976 in Montreal kehrten zehn Tauberbischofsheimer Teilnehmer mit elf Medaillen zurück. 1983 wurde im bereits fünften Bauabschnitt eine neue Fechthalle mit 18 Bahnen sowie einer Unterkellerung mit Konditionsraum, Werkstatt und Waffenkammer errichtet. Der Boykott der Olympischen Sommerspiele 1980 in Moskau verhinderte die Teilnahme von zehn fest nominierten Tauberbischofsheimer Fechtern. Vier Jahre darauf konnte der Fecht-Club bei den Olympischen Sommerspielen 1984 in Los Angeles zwölf Medaillen erringen.
Auf Initiative von Emil Beck wurde der Fecht-Club Tauberbischofsheim am 22. September 1986 Teil eines neu gegründeten Olympiastützpunktes (OSP) Tauberbischofsheim. Das Damendegen-Weltcup-Turnier um den „Reinhold-Würth-Cup“ findet seit 1987 regelmäßig in Tauberbischofsheim statt. Um neben der sportlichen auch die pädagogische Betreuung der jungen Fechter zu fördern, erfolgte 1988 die Einweihung des Vollinternates Berghof. Im gleichen Jahr konnte auch der größte Erfolg der Vereinsgeschichte errungen werden: Das Florett-Team mit Sabine Bau, Anja Fichtel und Zita Funkenhauser holte bei den Olympischen Sommerspielen 1988 in Seoul Gold und auch im Einzel lagen die drei aus Tauberbischofsheim vorn und konnten Gold, Silber und Bronze für den Fecht-Club Tauberbischofsheim gewinnen. Dieses Kunststück – drei Starter aus einem Verein siegten nicht nur im Mannschaftswettkampf, sondern erlangten auch noch alle drei Medaillen in der Einzeldisziplin – gelang zuvor noch keinem Verein.

### Der Fecht-Club im 21. Jahrhundert
Zur Verbesserung der Regenerationsmaßnahmen wurde 2002 ein Vitalzentrum als eigene GmbH gegründet. 2007 beging der Fecht-Club Tauberbischofsheim sein 40-jähriges Jubiläum, 2011 wurde das 25-jährige Bestehen des Olympiastützpunktes gefeiert. Der Emil-Beck-Gedächtnispreis wurde 2008 erstmals durch den Fecht-Club Tauberbischofsheim verliehen. Mit diesem Preis ehrt der Club Persönlichkeiten, die sich in besonderer Weise um den Fechtsport verdient gemacht haben.
Die Finalhalle des Fechtzentrums wurde am 20. Juli 2015 in Emil-Beck-Halle umbenannt. Anlass war der 80. Geburtstag des 2006 verstorbenen Ehrenbürgers der Stadt Tauberbischofsheim. Zur Erinnerung wurde vor der Halle eine Stele aufgestellt. Hauptredner war der ehemalige Tauberbischofsheimer Fechter und 9. IOC-Präsident Thomas Bach.
Im Jahre 2017 verlor das Fechtzentrum Tauberbischofsheim nach 31 Jahren seinen Status als Olympiastützpunkt und wird seitdem als Bundesstützpunkt geführt. 2024 wurde die Bundesstützpunktfunktion für Herren-Degen aberkannt. Die Bundesstützpunktfunktion für Frauen-Florett wurde bestätigt.

## Stützpunktfunktionen
Der Fecht-Club Tauberbischofsheim nimmt an seinem Sitz in Tauberbischofsheim die folgenden Stützpunktfunktionen zur Weiterentwicklung und Förderung der traditionellen Sportart Fechten wahr:

### Landesleistungszentrum Fechten
Bereits 1970 wurde Tauberbischofsheim offizielles Landesleistungszentrum für Fechten des Bundeslandes Baden-Württemberg. Daneben wurden dem Fechtzentrum auch Bundesaufgaben für den Fechtsport anerkannt. In der Folge wurde die Tauberbischofsheimer Fechtinfrastruktur rasch ausgebaut, was zu einer sprunghaften Leistungsentwicklung führte: Bereits 1973 gewannen Athleten des Leistungszentrums erste Medaillen bei Fecht-Weltmeisterschaften.

### Ehemaliges Bundesleistungszentrum Fechten
Das deutsche Bundesleistungszentrum für den Fechtsport befand sich ab 1976 in Tauberbischofsheim.

### Ehemaliger Olympiastützpunkt Tauberbischofsheim
Beim Fecht-Club Tauberbischofsheim wurde am 22. September 1986 von Emil Beck der Olympiastützpunkt (OSP) Tauberbischofsheim gegründet. Er war bis 2017 einer von 19 Olympiastützpunkten Deutschlands. Dieses Prädikat wurde dem Fecht-Club Tauberbischofsheim nach Maßgabe bestimmter sportlicher Leistungsanforderungen (z. B. Anzahl von Kadersportlern, räumliche Anbindung an Universitäten usw.) verliehen.
2011 wurde das 25-jährige Bestehen des Olympiastützpunktes gefeiert.
Im Juli 2017 teilte der Landessportverband Baden-Württemberg mit, dass das Fechtzentrum Tauberbischofsheim nach 31 Jahren seinen Status als Olympiastützpunkt verliert. Als Begründung wurde unter anderem genannt, dass in dem weltbekannten Zentrum zuletzt weniger als 100 Bundeskaderathleten betreut wurden. Ferner sei dort im Vergleich zu anderen Olympiastützpunkten nur eine einzige Sportart beheimatet. Zukünftig werde das Fechtzentrum Tauberbischofsheim nur noch als Bundesstützpunkt eingestuft. Der Fecht-Club Tauberbischofsheim weigerte sich zunächst, diese Vereinbarung zu unterzeichnen. Im September 2017 unterzeichnete der Fecht-Club schließlich die Grundvereinbarung „Olympiastützpunkte Baden-Württemberg“, womit die Statusänderung offiziell wurde und der Fecht-Club die Trägerschaft über den Olympiastützpunkt verlor. Neben dem OSP Tauberbischofsheim wurden im Januar 2018 auch die anderen, weiterhin bestehenden Olympiastützpunkte in Baden-Württemberg (OSP Freiburg-Schwarzwald, OSP Rhein-Neckar und OSP Stuttgart) unter der Rechtsträgerschaft des Landessportverbands (LSV) Baden-Württemberg zusammengeführt.

### Eliteschule des Sports
Der Fecht-Club Tauberbischofsheim bietet mit dem „Modell Tauberbischofsheim“ ein Voll-/Teilinternat als eine Eliteschule des Sports an. Das schulische Umfeld wird in Kooperation mit fünf Partnerschulen mit Sportprofil erbracht: dem Matthias-Grünewald-Gymnasium, der Kaufmännischen Schule Tauberbischofsheim, der Gewerblichen Schule Tauberbischofsheim, der Riemenschneider-Realschule und der Pestalozzi-Hauptschule. Somit können von den Fechtern alle Schulabschlüsse abgelegt werden. Seit 2009 wird jährlich ein Eliteschüler des Sports gewählt.

### Bundesstützpunkt Fechten
Nach einer Neuorganisation des DOSB-Stützpunktkonzepts ist der Fecht-Club heute neben dem OFC Bonn und dem Heidenheimer SB einer von drei Bundesstützpunkten der Aktiven im Fechtsport. Die Rechtsträgerschaft des Bundesstützpunkts Tauberbischofsheim wechselte im Januar 2018 vom Fecht-Club Tauberbischofsheim zum Landessportverband (LSV) Baden-Württemberg. Nach der Auflösung des Status als Olympiastützpunkt im Jahre 2017 werden die Aufgaben des ehemaligen Olympiastützpunkts durch den Bundesstützpunkt am Fechtzentrum Tauberbischofsheim weitergeführt. Laut Sven Ressel, Sportdirektor des Deutschen Fechter-Bundes, sei es wichtig zu erwähnen, „dass die bisher angebotenen Leistungen für die Sportler weiter nutzbar bleiben und die Betriebskosten für Tauber als Stützpunkt für den Leistungssport gesichert sind“. Und Ressel führte weiter aus: „Momentan sind unserer Kenntnis nach damit keine finanziellen Einschnitte verbunden.“
2024 wurde Bundesstützpunktfunktion für Herren-Degen aberkannt. Die Bundesstützpunktfunktion für Frauen-Florett wurde bestätigt.

#### Aufgaben

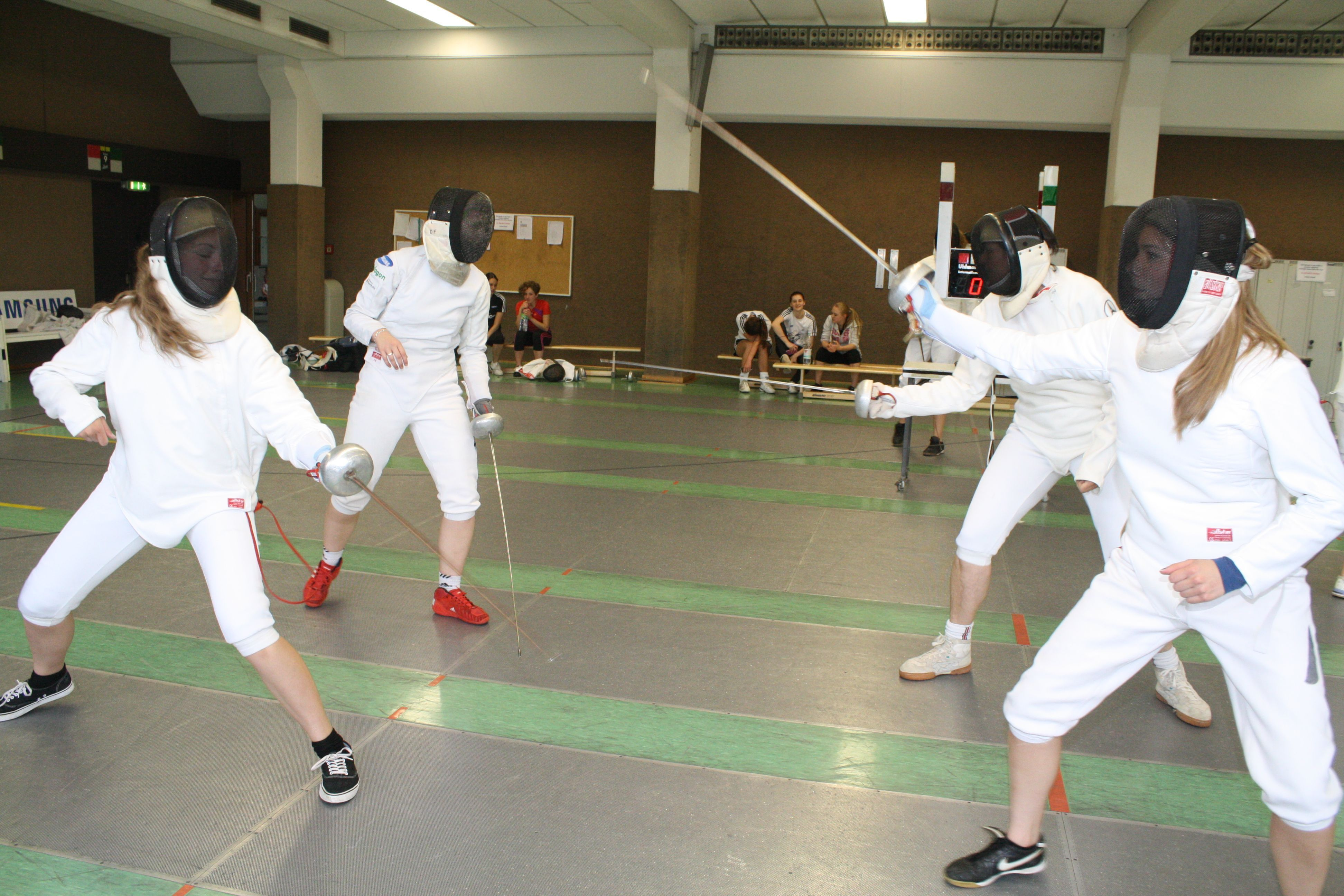
Fechtübungen am Olympiastützpunkt (2013)

Der Bundesstützpunkt Tauberbischofsheim ist eine Betreuungs- und Serviceeinrichtung des Spitzensports und Teil des nationalen Gesamtkonzeptes des Deutschen Olympischen Sportbundes (DOSB) für Bundeskaderathleten (A-B-C-Kader).  Am Bundesstützpunkt wird im täglichen Trainingsprozess die Leistungssportkonzeption des Spitzenverbandes DOSB umgesetzt.
Der Bundesstützpunkt Tauberbischofsheim verfolgt die übergeordneten Ziele, die Sportart Fechten auf internationalem Parkett weiterzuentwickeln, Qualitätsstandards zu sichern, den Behindertensport (Rollstuhlfechten) nachhaltig zu fördern sowie die integrative Kraft und Werteordnung des Sports im Rahmen projektbezogener Maßnahmen der Integration und der Persönlichkeitsentwicklung junger Menschen nutzbar zu machen. Die Hauptaufgabe des Bundesstützpunkts Tauberbischofsheim liegt in der Sicherstellung einer umfassenden Betreuung der Bundeskaderathleten, insbesondere in der Wettkampfvorbereitung der Teams im täglichen Training vor Ort und bei zentralen Maßnahmen der Spitzenverbände. Diese Maßnahmen berührten sportmedizinische, physiotherapeutische, trainingswissenschaftliche, soziale, psychologische und ernährungswissenschaftliche Aufgabenbereiche.
Aufgrund seiner räumlichen, technischen und infrastrukturellen Voraussetzungen gilt der Bundesstützpunkt Tauberbischofsheim als eine der führenden Trainingsstätten weltweit und konnte den Ruf der Stadt Tauberbischofsheim als „Mekka des Fechtsports“ prägen, da beispielsweise über 50 Fechtnationen jährlich den Stützpunkt besuchen und zentrale Lehrgangs-, Fort- und Weiterbildungsmaßnahmen des Deutschen Fechter-Bundes in Tauberbischofsheim stattfinden. Dieses Know-how rund um die Sportart Fechten wird auch bei Lehrgangsmaßnahmen im In- und Ausland zur Verfügung gestellt. Der Bundesstützpunkt liefert hierfür den notwendigen Betreuungsservice für Athleten und Trainer, den der Hochleistungssport mit seinem hohen zeitlichen Aufwand erfordert.
Die Leistungen des Bundesstützpunkts Tauberbischofsheim erstreckten sich auf folgende Teilbereiche:
- Physiotherapie im Vitalzentrum: Stabilisierung und Dehnung, Regenerationsmaßnahmen, Sauna und Entmüdungsbecken.
- Trainingswissenschaft: Erstellung von Trainingsplänen, Trainingsbegleitung (Athletik), Video (Aufnahmen, Schnitte), Dokumentation und Informatik (Statistik, Ranglisten, Ergebnisse).
- Soziales: Psychologische Betreuung (alle vier bis sechs Wochen), Atemtherapie (bei Bedarf), Ernährungsberatung, Medizinisches Netzwerk und Laufbahnberatung.
- Teilinternat: Pädagogische Betreuung (Hausaufgabenhilfe, Nachhilfe, Klausurbetreuung).
- Einrichtungen am Bundesstützpunkt: Drei Fechthallen, Gymnastikraum (Kursangebote des Programms Fit), Kraft- und Fitnessraum, Schwimmbad und Casino.
- Externe Angebote: Kooperationen mit verschiedenen medizinischen Einrichtungen (Athletik, Behandlung), Theater-Fechten, Ballettschule Würzburg, Zusammenarbeit mit der Universität Würzburg in den Bereichen Forschung, Trainingsbegleitung, BiSp-Projekt und Respofit Geislingen (HF, Kontakte, Geräte, Entwicklung).

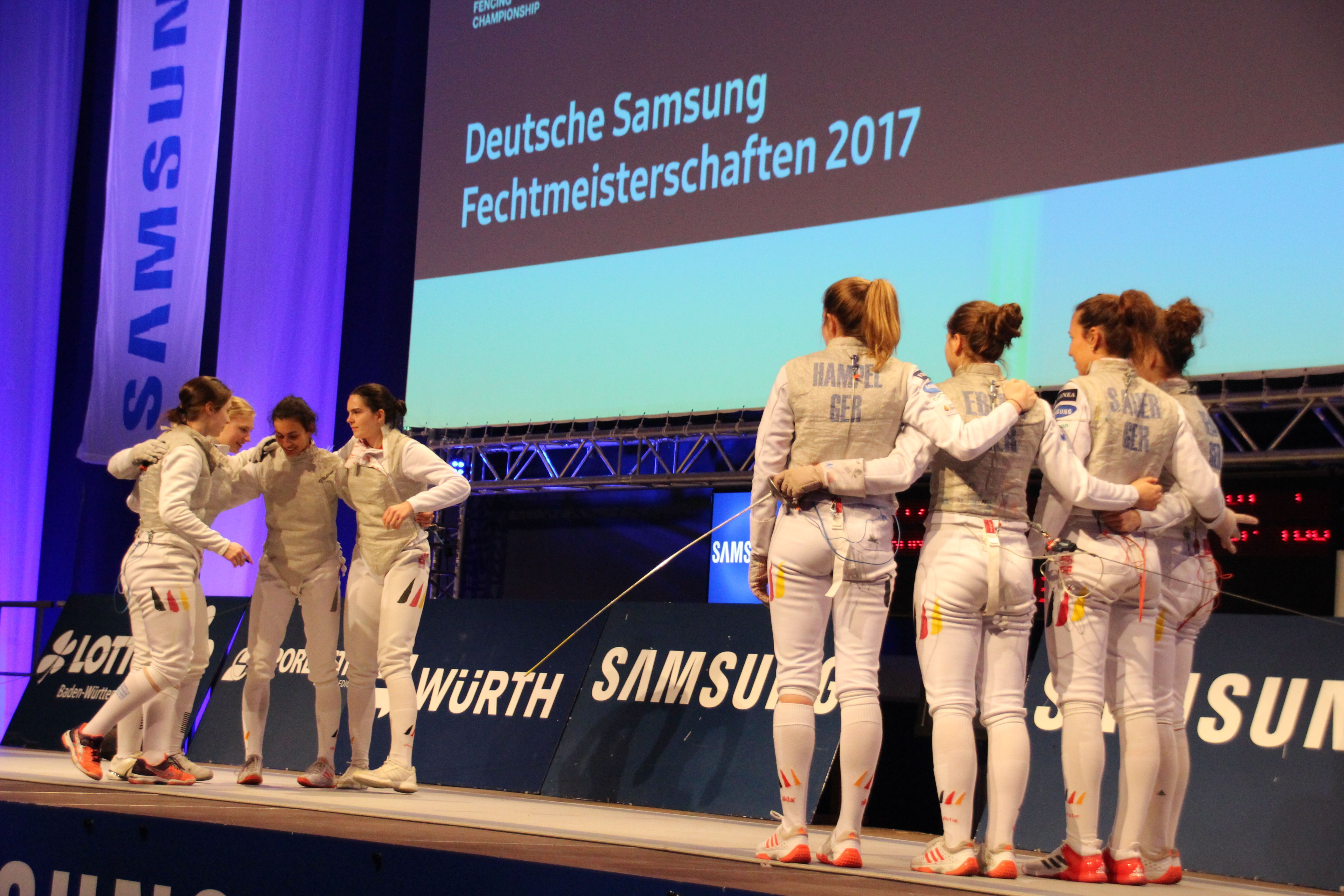
Deutsche Fechtmeisterschaften 2017 im Damenflorett (Mannschaft) am Fechtstützpunkt Tauberbischofsheim.
Die siegreiche Damenmannschaft des Fecht-Clubs Tauberbischofsheim.

#### Schwerpunkte
Der Schwerpunkt der trainingswissenschaftlichen Maßnahmen am Bundesstützpunkt Tauberbischofsheim gilt den Kaderfechtern des Deutschen Fechter-Bundes einschließlich der Rollstuhlfechter, wobei auch Bundeskaderathleten aus anderen Sportarten in Tauberbischofsheim trainieren: Unter anderem aus den Sportarten Basketball, Leichtathletik, Radfahren, Rudern, Schießen, Schwimmen und Karate.

#### Behindertensport
Der Behindertensport wird am Fechtzentrum Tauberbischofsheim nachhaltig gefördert. Dies unterstreichen zahlreiche nationale und internationale Medaillen des Fecht-Clubs im Rollstuhlfechten. Das Rollstuhlfechten wurde schon 1960 bei den ersten offiziellen Paralympischen Spielen (damals noch „Weltspiele der Gelähmten“) in Rom ausgeübt und zählt damit zu den ältesten paralympischen Sportarten. Nachdem Esther Weber bei den Paralympics 1992 in Barcelona die Goldmedaille im Degen-Einzel gewonnen hatte, wurde sie aktives Mitglied beim Fecht-Club. In der Folge wurde am Fechtzentrum für das Rollstuhlfechten eine eigenständige, integrative Abteilung des Vereins aufgebaut. Regelmäßig finden sich seitdem die besten Rollstuhlfechter aus ganz Deutschland für gemeinsame Trainingslager in Tauberbischofsheim zusammen.

#### Austragungsort Deutscher Meisterschaften
Das Fechtzentrum Tauberbischofsheim ist regelmäßiger Austragungsort Deutscher Fechtmeisterschaften in allen oder einzelnen Disziplinen (Florett, Säbel und Degen). Der Fecht-Club war an der Ausrichtung der folgenden Deutschen Meisterschaften im Fechtsport beteiligt: 1978, 2003, 2004, 2005, 2006, 2007, 2008, 2009, 2010, 2011, 2012, 2013, 2014, 2015, 2016, 2017, 2018, 2019, 2021, 2022.

## Erfolge
Die Erfolge der Tauberbischofsheimer Fechter auf einen Blick (Stand: Juni 2016):

### Olympische Spiele & Paralympics
Medaillen des Fecht-Clubs Tauberbischofsheim bei Olympischen Spielen & Paralympics:
| Medaillen | Einzel | Team | Gesamt |
| --------- | ------ | ---- | ------ |
| Gold      | 3      | 6    | 9      |
| Silber    | 8      | 9    | 17     |
| Bronze    | 6      | 8    | 14     |
| Gesamt    | 17     | 23   | 40     |

### Weltmeisterschaften

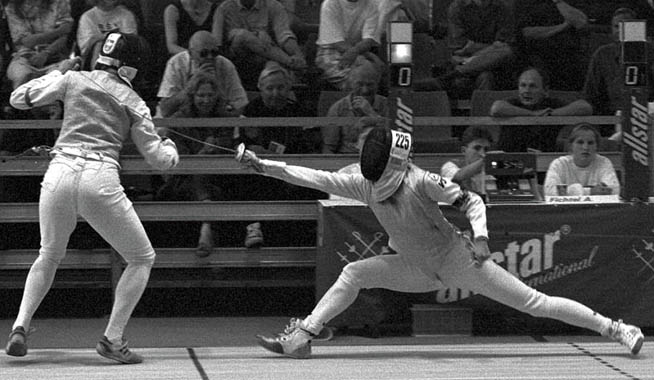
Anja Fichtel (rechts) bei den Fechtweltmeisterschaften 1993

Medaillen des Fecht-Clubs Tauberbischofsheim bei Weltmeisterschaften:
| Medaillen | Einzel | Team | Gesamt |
| --------- | ------ | ---- | ------ |
| Gold      | 10     | 16   | 26     |
| Silber    | 22     | 27   | 49     |
| Bronze    | 16     | 23   | 39     |
| Gesamt    | 48     | 66   | 114    |

Medaillen des Fecht-Clubs Tauberbischofsheim bei Junioren-Weltmeisterschaften:
| Medaillen | Einzel | Team | Gesamt |
| --------- | ------ | ---- | ------ |
| Gold      | 13     | 7    | 20     |
| Silber    | 14     | 5    | 19     |
| Bronze    | 13     | 13   | 26     |
| Gesamt    | 40     | 25   | 65     |

Medaillen des Fecht-Clubs Tauberbischofsheim bei Kadetten-Weltmeisterschaften:
| Medaillen | Einzel |
| --------- | ------ |
| Gold      | 7      |
| Silber    | 9      |
| Bronze    | 15     |
| Gesamt    | 31     |

### Europameisterschaften
Medaillen des Fecht-Clubs Tauberbischofsheim bei Europameisterschaften:
| Medaillen | Einzel | Team | Gesamt |
| --------- | ------ | ---- | ------ |
| Gold      | 17     | 11   | 28     |
| Silber    | 15     | 10   | 25     |
| Bronze    | 22     | 15   | 37     |
| Gesamt    | 53     | 36   | 90     |

Medaillen des Fecht-Clubs Tauberbischofsheim bei Junioren-Europameisterschaften:
| Medaillen | Einzel | Team | Gesamt |
| --------- | ------ | ---- | ------ |
| Gold      | 8      | 5    | 13     |
| Silber    | 4      | 6    | 10     |
| Bronze    | 12     | 6    | 18     |
| Gesamt    | 24     | 17   | 41     |

### Deutsche Meisterschaften
Bei Deutschen Fechtmeisterschaften konnten die Tauberbischofsheimer Fechter seit der Gründung des Fecht-Clubs 655 Medaillen bei Einzel- und Mannschaftsmeisterschaften gewinnen (Stand: 2012).

#### Deutsche Einzelmeisterschaften
Die erfolgreichste Tauberbischofsheimer Fechterin war Anja Fichtel, die zehn Einzeltitel im Damenflorett gewann. Der erfolgreichste Tauberbischofsheimer Fechter war Alexander Pusch, der acht Einzeltitel im Herrendegen gewann. Dem Tauberbischofsheimer Jürgen Hehn gelang es als bisher letztem deutschen Fechter, bei der zunehmenden Spezialisierung auf eine Waffe, 1972 Deutscher Einzelmeister mit dem Degen und 1974 mit dem Florett zu werden.
Im Folgenden sind die Athleten des Fecht-Clubs mit mindestens zwei Titeln bei Deutschen Einzelmeisterschaften im Fechten gelistet:
| Nr. | Name                | Gesamt | Florett | Degen | Säbel |
| --- | ------------------- | ------ | ------- | ----- | ----- |
| 1   | Anja Fichtel        | 10     | 10      | 0     | 0     |
| 2   | Alexander Pusch     | 8      | 0       | 8     | 0     |
| 3   | Claudia Bokel       | 5      | 0       | 5     | 0     |
| 3   | Beate Christmann    | 5      | 0       | 5     | 0     |
| 3   | Mathias Gey         | 5      | 5       | 0     | 0     |
| 3   | Carolin Golubytskyi | 5      | 5       | 0     | 0     |
| 3   | Harald Hein         | 5      | 5       | 0     | 0     |
| 3   | Benjamin Kleibrink  | 5      | 5       | 0     | 0     |
| 9   | Sven Schmid         | 4      | 0       | 4     | 0     |
| 10  | Reinhold Behr       | 3      | 0       | 3     | 0     |
| 10  | Elmar Borrmann      | 3      | 0       | 3     | 0     |
| 10  | Rita König          | 3      | 3       | 0     | 0     |
| 10  | Anja Schache        | 3      | 3       | 0     | 0     |
| 10  | Katja Wächter       | 3      | 3       | 0     | 0     |
| 10  | Udo Wagner          | 3      | 3       | 0     | 0     |
| 16  | Thomas Bach         | 2      | 2       | 0     | 0     |
| 16  | Simone Bauer        | 2      | 2       | 0     | 0     |
| 16  | Matthias Behr       | 2      | 2       | 0     | 0     |
| 16  | Sandra Bingenheimer | 2      | 2       | 0     | 0     |
| 16  | Sabine Bischoff     | 2      | 2       | 0     | 0     |
| 16  | Claudia Bokel       | 2      | 0       | 2     | 0     |
| 16  | Jörg Fiedler        | 2      | 0       | 2     | 0     |
| 16  | Karin Gießelmann    | 2      | 2       | 0     | 0     |
| 16  | Jürgen Hehn         | 2      | 1       | 1     | 0     |
| 16  | Jacek Huchwajda     | 2      | 0       | 0     | 2     |
| 16  | Benjamin Kleibrink  | 2      | 2       | 0     | 0     |
| 16  | Uwe Römer           | 2      | 2       | 0     | 0     |
| 16  | Anne Sauer          | 2      | 2       | 0     | 0     |
| 16  | Martin Schmitt      | 2      | 0       | 2     | 0     |
| 16  | Katja Wächter       | 2      | 2       | 0     | 0     |
| 16  | André Weßels        | 2      | 2       | 0     | 0     |
| 16  | Steffen Wiesinger   | 2      | 0       | 0     | 2     |

#### Deutsche Mannschaftsmeisterschaften
Die meisten aller Vereine – insgesamt 118 – Deutsche Mannschaftsmeisterschaften im Fechten gewann der Fecht-Club Tauberbischofsheim. Daneben gelang es dem FC Tauberbischofsheim als bisher einzigem Verein, in allen Disziplinen jeweils mit den Damen und Herren Mannschaftsmeister zu werden.
| Verein                        | Meistertitel | Florett (Damen) | Florett (Herren) | Degen (Damen) | Degen (Herren) | Säbel (Damen) | Säbel (Herren) |
| ----------------------------- | ------------ | --------------- | ---------------- | ------------- | -------------- | ------------- | -------------- |
| Fecht-Club Tauberbischofsheim | 118          | 42              | 29               | 3             | 31             | 2             | 11             |

## Bekannte Sportler

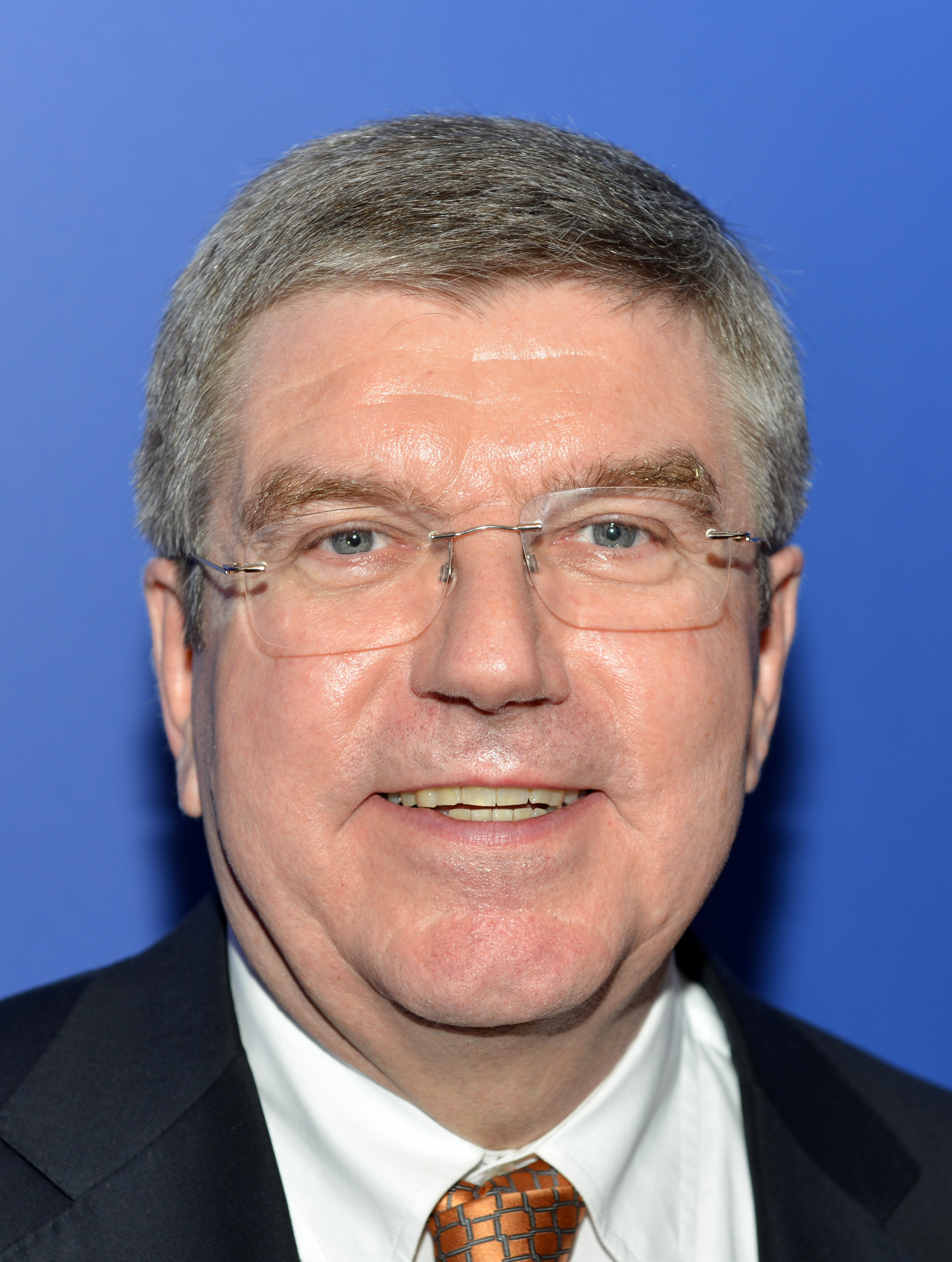
Thomas Bach, ehemaliger Fechter des FC TBB und aktueller Präsident des IOC

### Herausragende Persönlichkeiten
- Thomas Bach, Olympiasieger mit der Mannschaft im Fechten,[28] langjähriger Sportfunktionär, seit 2013 Präsident des Internationalen Olympischen Komitees.
- Emil Beck, „Gründungsvater“ des Fecht-Clubs Tauberbischofsheim,[28] gemessen an den Medaillenerfolgen einer der erfolgreichsten Trainer der Welt (163 Medaillen bei Olympischen Spielen, Welt- und Europameisterschaften),[29] prägte in den 1970er Jahren den Ruf des Fechtleistungszentrums als „Tauberbischofsheimer Goldschmiede“.[30][31]
- Anja Fichtel, als 14-malige Medaillengewinnerin bei Olympischen Spielen und Weltmeisterschaften eine der erfolgreichsten Fechterinnen weltweit, Trägerin des Silbernen Lorbeerblattes,[32] als „Fechterin des 20. Jahrhunderts“ ausgezeichnet.[28] Als erste Fechterin ihrer Sportart wurde Fichtel in die Hall of Fame des deutschen Sports der Stiftung Deutsche Sporthilfe aufgenommen.[33][34]
- Alexander Pusch, mehrfacher Weltmeister und Olympiasieger im Degenfechten, Träger des Silbernen Lorbeerblattes, als „Fechter des 20. Jahrhunderts“ ausgezeichnet.[28]

### Medaillengewinner
Die nachfolgenden Fechter, die für den Fecht-Club-Tauberbischofsheim angetreten und im Eingangsbereich des Fechtstützpunkts auf einer WALL of FAME verewigt sind, konnten Gold-, Silber- und Bronzemedaillen bei olympischen Spielen und Weltmeisterschaften gewinnen (Stand: Oktober 2015):
A
Norman Ackermann, Christian Adrians.
B
Thomas Bach, Sebastian Bachmann, Maria Bartkowski, Uwe Bartmann, Sabine Bau, Simone Bauer, Frank Beck, Thorsten Becker, Manfred Beckmann, Dominik Behr, Matthias Behr, Reinhold Behr, Elmar Beierstettel, Reinhard Berger, Sandra Bingenheimer, Elke Birthelmer, Sabine Bischoff, Claudia Bokel, Elmar Borrmann, Rico Braun.
C
Roman Christen, Beate Christmann.
D
Annette Dobmeier, Annekathrin Donath.
E
Leonie Ebert, Ulrich Eifler, Thomas Endres.
F
Robert Felisiak, Anja Fichtel-Mauritz, Jörg Fiedler, Volker Fischer, Michael Flegler, Sebastian Flegler, Tobias Frank, Zita Funkenhauser, Hedwig Funkenhauser.
G
Stefanie Geiger, Michael Gerull, Thomas Gerull, Mathias Gey, Karin Gießelmann, Carolin Golubytskyi, Matthias Grimm.
H
Yvonne Haag, Viola Haenlein, Doreen Häntzsch, Gerhard Heer, Jürgen Hehn, Harald Hein, Isabell Hertlein, Denis Holzkamp, Stefan Hörger, Björn Hübner, Jacek Huchwajda, Rosalia Huszti.
J
Hanns Jana.
K
Barbara Kasperska, Wolfgang Kempf, Martin Kindt, Johannes Klebes, Benjamin Kleibrink, Annette Klug, Jochen Knies, Johannes Kobsik, Susanne König, Rita König-Römer, Melanie Kura.
L
Susanne Lang, Tobias Link, Wilfried Lipinski, Carsten Lotter, Gudrun Lotter, Natascha Lotter.
M
Maximilian Mutze.
N
Carolin Neckermann, Rafael Nickel.
O
Patrycia Osyczkav.
P
Alexander Pusch.
R
Jan-Erich Rauhaus, Markus Reiter, Wladimir Resnitschenko, Hannah Roder, Uwe Römer, Alexander Rüdinger, Luisa Ruppert.
S
Anja Schache, Lars Schache, Ute Schaeper, Gesine Schiel, Sven Schmid, Arnd Schmitt, Ulrich Schmitt, Martin Schmitt, Ulrich Schreck, Silke Schwarz, Erk Sens-Gorius, Etelka Sike, Waltraut Stollwerck, Daniel Strigel, Mariusz Strzałka.
U
Samuel Unterhauser.
W
Katja Wächter, Udo Wagner, Alexander Weber, Esther Weber-Kranz, Thorsten Weidner, Benjamin Weinkauf, Ingo Weißenborn, Martin Wendel, André Weßels, Steffen Wiesinger, Rhena Wolf.
Z
Boris Zorc.

### Rollstuhlfechter
Zu den erfolgreichsten Rollstuhlfechtern des Fecht-Clubs zählen: Esther Weber und Simone Briese-Baetke.

## Vereinsstruktur

### Mitglieder
Die Mitgliederzahl der 1954 gegründeten Fecht-Abteilung im TSV Tauberbischofsheim entwickelte sich wie folgt: 1954 (21 Mitglieder), 1956 (35), 1965 (110). Der im Jahre 1976 gegründete Fecht-Club wies im Laufe der Jahre die folgenden Mitgliederzahlen auf: 1967 (267 Mitglieder), 1969 (365), 1970 (477), 2018 (600).
Das Fechtzentrum Tauberbischofsheim gliedert sich in den Verein (Fecht-Club), den Bundesstützpunkt und die Vital Centrum GmbH. Die einzelnen Bereiche werden dabei von den folgenden Personen geleitet:

### Leitung
Vorstand des Fecht-Clubs
Der aktuelle Vorstand des Fecht-Clubs Tauberbischofsheim besteht aus den folgenden fünf Personen (Stand: Dez. 2020):
| Vorstandsmitglied              | Funktion              |
| ------------------------------ | --------------------- |
| Klaus Dieter Rupp              | Präsident             |
| Achim Neuhäuser                | Finanzvorstand        |
| Simone Bauer-Höpfl, Uli Eifler | Sportvorstände        |
| Anett Kappus                   | Öffentlichkeitsarbeit |

Beirat
Ein Beirat unterstützt den Vorstand des Fecht-Clubs. Er besteht aus folgenden Personen (Stand: Februar 2019): Christoph Palm, Ditmar Hilpert, Günther Krajewski, Igor Borrmann, Manfred Vollrath, Reinhold Barlian, Simone Bauer-Höpfl und  Ulrich Boelcke.
Leitung der Vital Centrum GmbH
Mit der Geschäftsführung der Vital Centrum GmbH ist Björn Ressel vertraut. Bea Moll hat die fachliche Leitung.

### Sponsoren
Das Tauberbischofsheimer Fechtzentrum erhält Zuwendungen vom Bundesministerium des Innern und vom Ministerium für Kultus, Jugend und Sport Baden-Württemberg. Daneben gibt es eine Reihe von Sponsoren. Aktuelle Top- und Hauptsponsoren des Fecht-Clubs sind die Sparkasse Tauberfranken, die Michael Weinig AG, die Becksteiner Winzer, die Distelhäuser Brauerei, allstar, VS Vereinigte Spezialmöbelfabriken, EBM-Papst, Pharma Liebermann, die Kurverwaltung Bad Mergentheim, Teinacher und die Stadtwerke Tauberfranken. Daneben gibt es weitere lokale Werbepartner.

### Medien
Der Fecht-Club Tauberbischofsheim nutzt zur Veröffentlichung seiner Informationen die folgenden Kommunikationskanäle: Eine Homepage, eine Facebook-Seite und einen YouTube-Kanal.

## Kritik
Nach internen Querelen im Tauberbischofsheimer Olympiastützpunkt musste Emil Beck 1999 zurücktreten. Nachdem sich immer mehr Kritiker zu Wort meldeten, wurde von der Staatsanwaltschaft ab 2004 wegen Veruntreuung von einer Million Euro ermittelt. Das Gerichtsverfahren konnte zu Becks Lebzeiten nicht zu Ende geführt werden.
Nach der Jahrtausendwende traten Emil Becks Nachfolger ein schweres Erbe an. Nachlassende sportliche Erfolge des Fecht-Clubs ließen zunehmend Kritik an der einstigen Medaillenschmiede aufkommen. Rund um die Olympischen Spiele 2016, bei denen sich keine deutsche Fecht-Mannschaft qualifizierte, führte diese Kritik bis zur Infragestellung des Status als Olympiastützpunkt, bevor das Tauberbischofsheimer Fechtzentrum diese Funktion im Jahre 2017 endgültig verlor und seitdem nur noch als Bundesstützpunkt geführt wird.
Das Fechtzentrum geriet 2017 nach Missbrauchsvorwürfen in die Schlagzeilen. Das Magazin Der Spiegel berichtete unter anderem, dass es durch einen Trainer zwischen 2003 und 2016 zu Fällen von sexueller Belästigung einzelner Sportlerinnen gekommen sein soll. Das langwierige Verfahren wurde 2018 vor dem Landesarbeitsgericht mit einem Vergleich beendet.
Aufgrund der ausbleibenden großen Erfolge sowie der ständig an die Öffentlichkeit geratenen Zwistigkeiten wendeten sich 2018 die beiden bis dahin größten Sponsoren vom Fecht-Club ab. Neben diesem Absprung finanzkräftiger Sponsoren sowie einem ramponierten Ruf machte dem Verein in der Folge auch ein Mitgliederschwund sowie eine Kündigungswelle erfolgreicher Sportlerinnen zu schaffen.